# ルネスホール
ルネスホール（Renaiss Hall、おかやま旧日銀ホール）は、岡山県岡山市北区内山下にあるホール。

## 概要
ルネスホールは岡山市の中心部、岡山城に程近い城下筋にある公共ホール、正式名称は「岡山県おかやま旧日銀ホール」である。日本銀行岡山支店が旧岡山赤十字病院の跡地に1987年（昭和62年）に移転し、その後使用されていなかった旧支店を岡山県が譲り受け改修したものである。
大正期の歴史的建造物であった建物を改修するにあたり、本館が耐震補強され、ホワイエ・事務室・ラウンジ等を増築、外塀を撤去し、庭園を整備、北側に玄関の新設などが行われた。そして、2005年（平成17年）9月に文化・芸術の創造拠点ホールとして再生され、現在運営は｢NPO法人 バンク オブ アーツ岡山｣が行っている。

### 建築・構造
1922年（大正11年）、旧岡山医科大学、現在は北区鹿田町にある岡山大学医学部の跡地に日本銀行15番目の支店として建設された。鉄筋コンクリート一部煉瓦造の建物は長野宇平治設計、藤木工務店施工による古典様式の銀行建築で2005年（平成17年）に登録有形文化財に登録されている。
外観はギリシア建築意匠の旧正面入口にコリント様式の柱頭飾りが施された4本のエンタシス柱があり、壁は御影石が使用されている。内装は漆喰仕上げの天井、階段や回廊の手すりのデザインなどにも高度な施工技術が取り入れられている。
- 設計：長野宇平治
- 改修設計：佐藤正平/佐藤建築事務所＋岡山県設計技術センター
- 所在地：岡山県岡山市内山下
- 用途：多目的ホール
- 竣工：1922年（大正11年）
- 改修：2005年（平成17年）
- 規模：敷地面積2882m2、建築面積1399m2（計画部分）、延床面積2458m2
- 構造：煉瓦造、RC造、S造

### 館内設備
- ホール = 床面積：391m2・高さ：8～9m
- パントリー
- 控え室（×2）
- 喫茶室（20席）

## 近隣ホール
- 岡山シンフォニーホール
- 岡山市民会館
- 岡山芸術創造劇場

## アクセス
- 岡山電気軌道東山本線 県庁通り停留場下車
- 宇野バス「表町バスセンター」下車